# Der goldene Falke
Der goldene Falke (Originaltitel: Il falco d’oro) ist ein italienischer Spielfilm aus dem Jahre 1956. Die Liebeskomödie mit einigen Fechtszenen beruht auf der Erzählung Don Gil de las calzas verdes von Tirso da Molina und wurde auf Ferraniacolor gefilmt.

## Handlung
In Siena des 17. Jahrhunderts herrscht seit vielen Generationen eine Feindschaft zwischen den Familien Di Montefalco und DellaTorre, in Folge derer auch Familienmitglieder ermordet werden. Nach dem Tode ihres Mannes fürchtet Donna Gertrude Di Montefalco, ihr Sohn Massimo, genannt der „goldene Falke“, werde wie so viele seiner männlichen Vorfahren umkommen. Sie streckt die Fühler zu den Della Torre aus, deren Oberhaupt Ubaldo ihr Interesse an einem Frieden erwidert. Damit dieser nicht brüchig bleibt, wollen sie ihn durch die Heirat zwischen Massimo und Ines, der ältesten Tochter der Della Torre, besiegeln. Beide jungen Leute sind nicht begeistert, ordnen sich jedoch der Friedensräson unter, anders als ihre jeweiligen Verlobten, die nichts unversucht lassen, die Pläne zu hintertreiben.
Fiametta, die seit langem ein Auge auf Massimo geworfen hat, zeigt mit vorzüglicher Fechtkunst ihren Kampfwillen. Als Massimo zu den Della Torre aufbricht, um Don Ubaldo die Friedensurkunde zu überbringen und Ines kennenzulernen, nimmt er unterwegs in einem Weiher ein Bad. Fiametta täuscht mit ihrem dümmlichen Bediensteten Baccio und mit Steinwürfen einen Angriff der Della Torres vor und raubt Massimos Kleider. Als „goldener Falke“ verkleidet, greift sie Besitztümer der Della Torres an und legt Brände, um sie friedensunwillig zu machen. Auch Simone, ein enger Vertrauter der Della Torres, der sich bereits Ines als seiner künftigen Braut sicher glaubte, schreitet zur hinterlistigen Tat. Er schickt seine Männer aus, Massimo gefangen zu nehmen. Im Dunkel der Dämmerung ergreifen diese die verkleidete Fiametta. Auf der Burg der Della Torres befreit Baccio Fiametta und stellt Simone, der vollmundig Massimos Gefangennahme verkündet hat, vor Don Ubaldo und Ines bloß. Doch Massimo reitet tatsächlich in die Burg, wo er mit Vorwürfen des Verrats eingedeckt und eingekerkert wird. Ines glaubt an seine Unschuld, vermag aber ihren Vater nicht zu überzeugen. Fiametta, die ihn nicht an den Galgen verlieren will, muss sich auf eine neue List besinnen. Sie klopft bei den Della Torres an und gibt sich als Massimos Schwester aus, die im Kloster lebt. Sie verdächtigt Simone vor Don Ubaldo und Ines, eine Verschwörung gegen Massimo eingefädelt zu haben. Diese finden in Simones Zimmer den Wams des „goldenen Falken“, den Baccio ihm als „Beweisstück“ untergeschoben hat. Massimo wird gastlich aufgenommen und Simone landet im Kerker. Doch wieder muss Fiametta mit der Heirat Massimos mit Ines rechnen und verleumdet ihn gegenüber Ines als unverbesserlichen Schürzenjäger. Sie lässt Baccio Massimos Speise mit einem Schlafmittel versetzen, dann legen sie ihm eine gleichfalls schläfrig gemachte Zofe in die Arme. So finden ihn Ines und ihr Vater am Morgen vor, sind erbost und schicken Massimo fort. Dieser deckt bald auf, dass die „Schwester“ Fiametta ist, der Ines und Don Ubaldo verzeihen, weil sie aus Liebe gehandelt hat. In der Nacht entführt Simone Ines. Die enttäuschte Fiametta will Massimo mit einem vorgetäuschten Tod aus Liebeskummer für den Rest seines Lebens Gram bereiten. Doch vor der aufgebahrten „Leiche“ durchschaut Massimo das Spiel. Er begibt sich zu Simone, der ihn nicht reden lässt und zu einem weiteren Duell zwingt. Massimo gesteht, Ines nicht zu lieben und überlässt sie Simone. Er wählt Fiametta, die sich gerade ins Kloster schicken wollte. Um den Frieden zu sichern, denken Donna Gertrude und Don Ubaldo darüber nach, sich zu vermählen.

## Kritik
„Witzige Verulkung der Ritterromane, in denen Edelleute pausenlos um schöne Frauen und die Ehre ihrer Geschlechter zu fechten pflegen. Gegen Ende fällt der weitgehend amüsante Film allerdings ab.“